# Stróżnik (góra)
Stróżnik (niem. Wacht-Berg) – wzgórze o wysokości 417 m n.p.m. w południowo-zachodniej Polsce, w Obniżeniu Otmuchowskim. Pod względem administracyjnym położone w woj. dolnośląskim, w pow. ząbkowickim.

## Położenie i charakterystyka
Wzgórze położone jest na Przedgórzu Sudeckim, w południowo-zachodniej części Obniżenia Otmuchowskiego, w Masywie Brzeźnicy, około 4 km na południowy zachód od Ząbkowic Śląskich.
Wzgórze jest położone we wschodniej części Masywu Brzeźnicy. Na północy łączy się z górą Grochowiec, a od południa od wzniesienia Bukowczyk oddziela je Przełęcz Braszowicka, którą przebiega droga Braszowice – Brzeźnica.

## Budowa geologiczna i roślinność
Bukowczyk zbudowany jest z serpentynitów tworzących masyw serpentynitowy Braszowic, natomiast wschodnie i północno-wschodnie stoki wzniesienia zbudowane są z granodiorytów, nazywanych dawniej sjenitami.
Wierzchołek i wyższe partie zboczy porastają lasy mieszane, tereny poniżej zajęte są przez użytki rolne.

## Historia
Na wschodnich zboczach znajdują się pozostałości fortów bliżej niokreślonego wieku – z czasów wojny trzydziestoletniej, wojen śląskich lub z epoki napoleońskiej, wpisane do rejestru zabytków nieruchomych województwa dolnośląskiego.